# Payback 2020
Payback (2020) was een professioneel worstel-pay-per-view (PPV) en WWE Network evenement geproduceerd door WWE voor hun Raw en SmackDown brands. Het was de 6e editie van Payback en vond plaatst op 30 augustus 2020 in het Amway Center (ThunderDome met virtueel publiek) in Orlando, Florida.

## Matches
| Nr. | Match                                                                                  | Winnaar(s)                    | Opmerkingen                                                              | Bron  |
| --- | -------------------------------------------------------------------------------------- | ----------------------------- | ------------------------------------------------------------------------ | ----- |
| 1p  | The Riott Squad (Ruby Riott & Liv Morgan) vs. The IIconics (Billie Kay & Peyton Royce) | The Riott Squad               | Tag team match.                                                          | [ 2 ] |
| 2   | Bobby Lashley (met MVP & Shelton Benjamin) vs. Apollo Crews (c)                        | Bobby Lashley (nc)            | Eén-op-één match voor het WWE U.S. Championship.                         | [ 2 ] |
| 3   | Big E vs. Sheamus                                                                      | Big E                         | Eén-op-één match.                                                        | [ 2 ] |
| 4   | Matt Riddle vs. King Corbin                                                            | Matt Riddle                   | Eén-op-één match.                                                        | [ 2 ] |
| 5   | Shayna Baszler & Nia Jax vs. Bayley & Sasha Banks (c)                                  | Shayna Baszler & Nia Jax (nc) | Tag Team match voor het WWE Women's Tag Team Championship.               | [ 2 ] |
| 6   | Keith Lee vs. Randy Orton                                                              | Keith Lee                     | Eén-op-één match.                                                        | [ 2 ] |
| 7   | Rey & Dominik Mysterio vs. Seth Rollins & Murphy                                       | Rey & Dominik Mysterio        | Tag Team match.                                                          | [ 2 ] |
| 8   | Roman Reigns (met Paul Heyman) vs. "The Fiend" Bray Wyatt (c) vs. Braun Strowman       | Roman Reigns (nc)             | No Holds Barred Triple Threat match voor het WWE Universal Championship. | [ 2 ] |